# Método de casos
El método de casos también llamado estudio de casos o método del caso es el estudio de una situación concreta para aprender o mejorar en un campo del conocimiento.

## Origen
El método de casos se originó en 1914 la Universidad de Harvard en la Escuela de Derecho, por el decano Christopher Columbus Langdell, para que los estudiantes de Derecho aprendieran las leyes enfrentándose a situaciones reales en las que tuvieran que tomar decisiones, fundamentar sus resoluciones y valorar actuaciones.
Este método tuvo en sus inicios, el objetivo de sustituir el libro de textos por el libro de casos. Así como sustituir la cátedra magistral en clase, por el método socrático.
Varios autores han desarrollado el método de casos y lo han analizado, entre ellos: Selma Wassermann, John I. Reynolds, Abell, Farmoohand, Heath y Erskine.
Existen experiencias educativas con el método de casos documentada por parte de Bicketon en 1991 y un grupo de docentes de enseñanza secundaria de estudios sociales, periodismo, bioética y arte en Columbia Británica, Canadá. 
En 1992, O´Shea y Wassermann examinaron dos casos de matemáticas para estudiantes de enseñanza secundaria de Canadá denominados "El Caso del Yahagi Maru" y "La Insoportable Fealdad de Subaru" con el uso de coordenadas y con la aplicación de la teoría de la probabilidad respectivamente.

## Características
El método de casos comprende:
- Una descripción narrativa,
- Un grupo de observadores.
- Una determinada situación de la vida real, incidente o suceso.
- La posibilidad de distintas opciones o soluciones facilitando el pensamiento divergente.[3]

La elección de un caso para una clase debe tener concordancia con los temas del currículum, con cierta flexibIlidad. Pueden incluir estudios complementarios a través de lecturas de textos, artículos y relatos adicionales a los recomendados en los programas de estudio. 
Los buenos casos tienen las siguientes características:
- Fomentan la participación activa de los estudiantes a través de la investigación.
- Promueven el estudio minucioso del caso en toda su complejidad.
- Evitan las respuestas simplistas y poco elaboradas.
- Aumentan la disonancia de alternativas y visiones del problema.[2]

## Fases
El método de casos consta de varias etapas:
1. Fase preliminar: lectura y estudio del caso para la toma de conciencia con trabajo individual.
2. Fase de expresión de opiniones y juicios: reflexión individual y detección de descriptores con trabajo individual.
3. Fase de contraste: análisis en común de los datos analizados con trabajo en pequeños grupos y puesta común en el grupo completo.
4. Fase de reflexión teórica: formulación de conceptos teóricos derivados del caso con trabajo en pequeños grupos.[1]